# Venusia apicistrigaria
Venusia apicistrigaria är en fjärilsart som beskrevs av Alexander Michailovitsch Djakonov 1936. Venusia apicistrigaria ingår i släktet Venusia och familjen mätare. Inga underarter finns listade i Catalogue of Life.